# Lucas County (Ohio)
 For alternative betydninger, se Lucas County. (Se også artikler, som begynder med Lucas County)
Lucas County er et county i den amerikanske delstat Ohio. Amtet ligger nord i delstaten ved Lake Erie og grænser op til Ottawa County i sydøst, Wood County i syd, Henry County i sydvest og mod Fulton County i vest. Amtet grænser desuden op til delstaten Michigan i nord og mod provinsen Ontario i Canada, (vandgrænse) i nordøst.
Lucas Countys totale areal er 1 543 km² hvoraf 622 km² er vand. I 2000 havde amtet 455 054 indbyggere.
Amtets administration ligger i byen Toledo.
Amtet blev grundlagt i 1835 og har fået sit efter guvernør Robert Lucas. 

## Demografi
Gennemsnitsindkomsten for en husstand var $38,004 årligt, mens gennemsnitsindkomsten for en familie var på $48,190 årligt.